# جان نوفاك
جان نوفاك (بالسلوفينية: Jan Novak)‏ (4 أكتوبر 1997 بسلوفينيا - ) هو لاعب كرة قدم سلوفيني في مركز جناح ‏.

## وصلات خارجية
- جان نوفاك على موقع قاعدة بيانات كرة القدم.إي يو (الإنجليزية)
- جان نوفاك على موقع Soccerway.com (الإنجليزية)